# Lenda de Maria Fidalga
A lenda de Maria Fidalga faz parte da tradição oral portuguesa, ligada ao Monte d'Assaia, no Concelho de Barcelos. A sua história ter-se-ia passado entre o Souto e Fonte Velha, na encosta deste monte, nos séculos XVI ou XVII.
Segundo a lenda, certo fidalgo de Arcos de Valdevez andava intrigado com o desaparecimento do anel de sua mulher, e já lhe nasciam suspeitas sobre a sua fidelidade. Como a fama de Maria Fidalga lá chegara, vem então o fidalgo, acompanhado de um criado negro, em demanda do Monte d'Assaia para deslindar o caso.
Chegado ao Herbatune, é recebido pela bruxa e informado de que só poderia regressar na manhã seguinte, uma vez que ela apenas à meia-noite receberia, do próprio Diabo, a informação desejada.
O fidalgo sujeita-se e a bruxa prepara-lhe dormida e aguarda a meia-noite. Tem então lugar o oráculo. O Diabo informa-a de que o anel está no bucho do «ruço», o porco do fidalgo, mas proíbe-a de lho revelar; a ele, confirmar-lhe-ia as suspeitas sobre a infidelidade da esposa.
Por artes do próprio Diabo, porém, o criado negro, para quem o agasalho contra o frio da noite fora apenas a proximidade da lareira, por uma fresta do tabuado da cozinha, presenciou a entrevista.
Na manhã seguinte, a bruxa comunicou ao fidalgo a tramóia engendrada pelo Diabo. O fidalgo partiu a galope para vingar a afronta. O negro, por sua vez, lançou-se no seu encalço para o prevenir do logro e salvar a ama; depois de muito esforço, conseguiu transmitir-lhe o que escutara. Furibundo, sentenciou o fidalgo:
— Mato o porco, mas mato-te a ti com ela se não encontrar o anel.
O negro confirmou o que ouvira.
Chegados a Valdevez, esventram o porco e aparece o anel. Então o fidalgo regressa ao Assaia. Uma vez aqui, prende Maria Fidalga ao rabo do cavalo e arrasta-a até à morte pelas lajes da encosta. O Diabo traíra a sua aliada.